# 马里帝国
马里帝国（Mali Empire），又名曼丁帝国（Manding Empire）或曼迪联邦（Manden Kurufa），是西非中世纪时的一个伊斯兰教帝国，是北部非洲以南的广阔内陆中历史最悠久的国家，古代最重要的伊斯兰文化与财富中心之一。帝国語言為曼丁哥語（Mandinka/Mandingo），马里帝国是當時西非最大的國家，其語言、法律及風俗也影響當時西非各國的文化。
马里帝国因拥有作为主要贸易中心的优越地理位置，垄断了对穿越撒哈拉沙漠商路的征税权。皇帝被称为“曼萨”，存在时间约在1235年至1600年左右，首都尼亚尼。
許多有關马里帝国的記載是來自14世紀的北非阿拉伯歷史學家伊本·赫勒敦、14世紀马林王朝旅行家伊本·白图泰，以及16世紀马林王朝旅行家利奥·阿非利加努斯。其他資料則是透過格里奧以說故事的方式，用口头传统的方式流傳下來。

## 起源
根據撒哈拉留存的岩石藝術，在西元前一萬年時，马里北部就已有人居住，當時撒哈拉很肥沃，而且有許多野生動物。在西元前三百年時，已發展了大規模有組織的居住點，最著名的是在傑內（西非洲最古老的城市之一）附近。在西元六世紀時已有跨越撒哈拉的黃金，鹽和奴隸貿易。
马里帝国起源于位于今日几内亚北部和马里共和国南部曼丁戈人的小王国联邦。早期该联邦为加纳帝国属下的一个小国，当来自摩洛哥的穆拉比特王朝大军在阿布·贝克尔·伊本·奥马尔率领下于1076年摧毁了加纳帝国的统治中心后，曼丁戈联邦获得了独立。当时该联邦主要由12个王国组成，尼亚尼的凯塔家族只是其中之一。
1235年左右，尼亚尼的松迪亚塔为反抗苏苏王国首领苏曼古鲁的压迫，联合起曼丁戈人的所有势力，在基里纳战役中彻底打败苏苏人，这标志着马里帝国的兴起。松迪亚塔在战后被西非各部族公推为首领，称Mari Djata一世。松迪亚塔的生平事迹被曼丁戈人编成了一部长篇史诗《松迪亚塔传》。
传说松迪亚塔在战胜苏索後，为向给他的国家带来财富的穆斯林商人表达善意而皈依伊斯兰教。击败苏索的松迪亚塔继续执行扩张政策，不久其帝国的控制范围不仅包括除开今马里的北部的部分和毛里塔尼亚的大部分，还一直向西延伸到大西洋沿岸（今塞内加尔）。

## 鼎盛

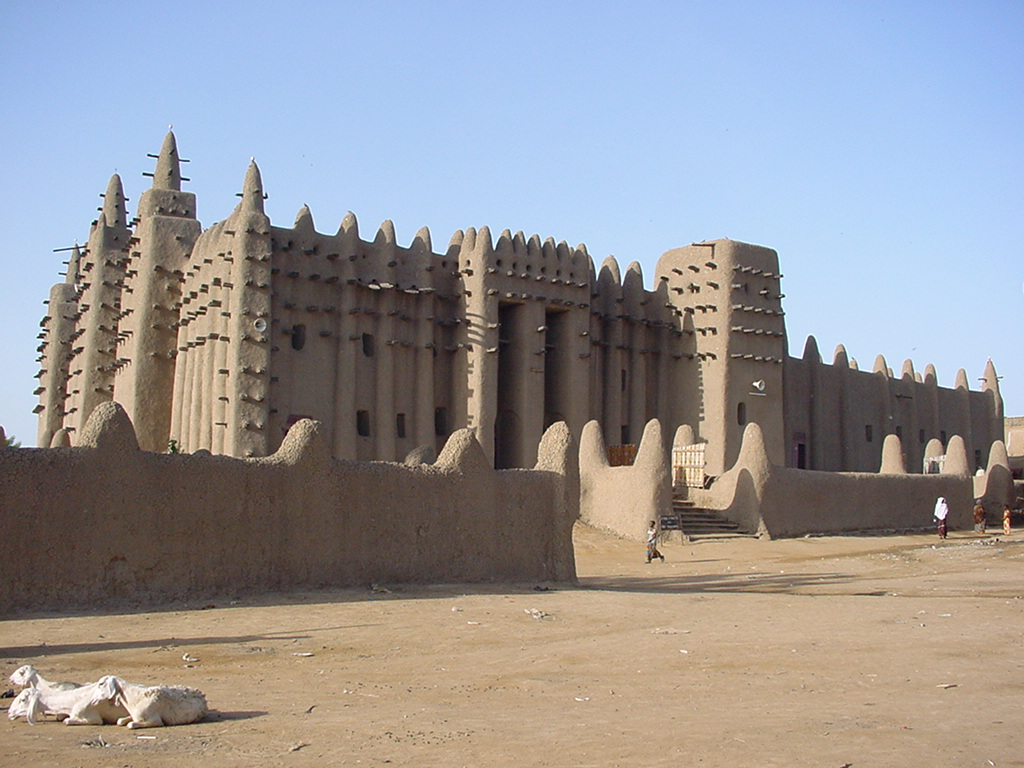
重建的大清真寺

马里帝国的中心位于西部非洲的曼丁卡高原（今马里共和国南部），前后共有大约21位曼萨，分为多个王朝。在曼萨·穆萨的统治下，马里帝国达到鼎盛，其控制地区西抵大西洋。马里帝国在14世纪初曼萨·穆萨统治时期（1312－1337年）达到力量的巅峰。马里继承了兴盛于7至11世纪的加纳帝国的大部分领土及其内陆的黄金和沿海的食盐产业。曼萨·穆萨甚至还在1326年率领满载黄金和奴隶的队伍前往麦加进行了一次著名的朝圣之旅，以显示马里的富庶和力量。他在沿途大量使用黄金，导致埃及和近东的黄金价格大幅度下降长达12年之久。在曼萨·穆萨统治期间，穆斯林文化在马里达到达了一个新的高度，廷巴克图、德杰恩和杰内等城市也成为重要的贸易、学术和文化中心。
马里帝国的知名主要是因為以下三個記錄。第一個是Shihab al-Umari的記錄，約是1340年由馬木留克王朝的地理學家及管理者所著。他的資訊是來自訪問到麥加進行朝觐的馬里人。他有來自許多來源的第一手資訊，也有一個第二手的資訊。他也從和曼薩·穆薩的訪問中學習到許多事物。第二個來源是來自旅行者伊本·白图泰，他在1352年來到马里，這是第一個由見證人直接寫成，有關西非帝國的資料。其他的多半是第二手的資料。第三個重要的記錄是來自15世紀伊本·赫勒敦的資料。這些資料的篇幅不長，但仍提供了許多有關马里帝国的資訊。

### 統治
馬利帝国的統治面積比其他之前或是之後的西非國家都要大，而統治時間也比其他西非國家要久。其原因在於馬利帝国行政權力的下放。根據布吉納法索作家约瑟夫·基-泽尔博所述，若一個人離開首都尼亞尼越遠，曼薩對這個人的掌控程度也就越少。當然曼薩仍會掌控稅金以及名義上的控制權，以免他的子民叛變。在地方層級（村鎮或是城市），會由kun-tiguis選出dougou-tigui（村鎮首長），村鎮首長會由當地半神話式創始者的後裔中產生。縣級行政管理人員（kafo-tigui）會由省長從其熟識的人之中任命
。只有國家級或是省級的首長才會受到尼亞尼政府的干預。各省依照各自的習俗（選舉、世襲等）決定其首長，不論在該省的稱號是什麼，曼薩會認定他們是dyamani-tigui。 Dyamani-tiguis需由曼薩任命，並且受到其監督。若曼薩不相信Dyamani-tiguis的能力或是誠信，會設立farba來進行監督。

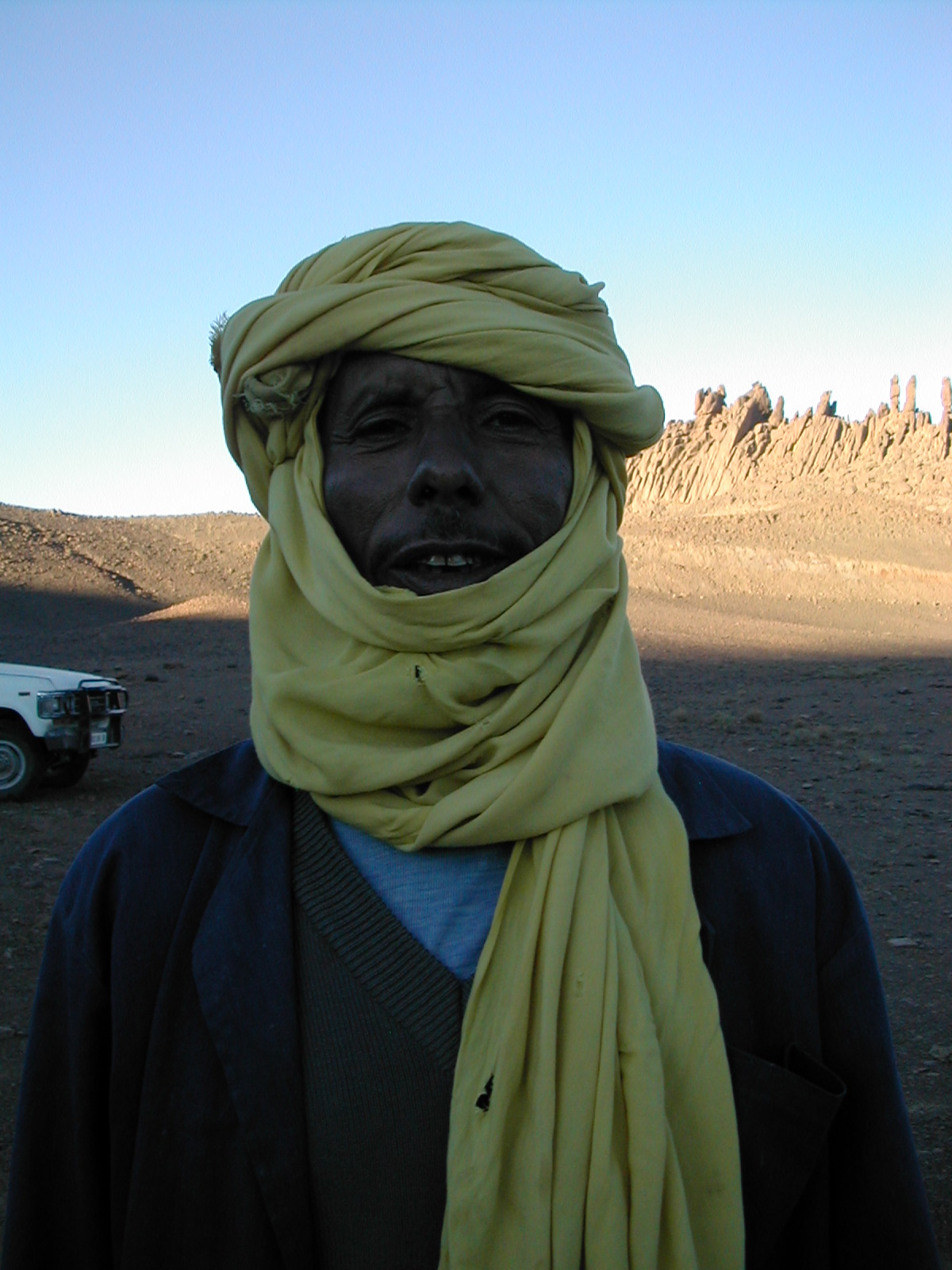
圖瓦雷克人现在仍然是撒哈拉地区盐贸易的一个不可缺少的部分

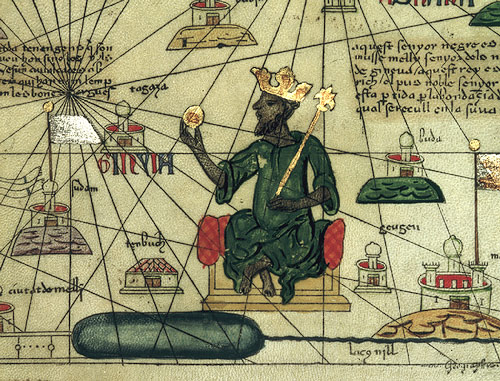
一幅1375年地图描绘举着天然金块的曼萨·穆萨

## 消亡
1360年後，马里帝国出现内乱，国力下降，属下各族纷纷独立。1375年，加奥获得独立，其后他逐渐发展成为桑海帝国。1450年后，葡萄牙开始在马里帝国的大西洋沿岸掠夺奴隶。马里试图同葡萄牙联合反对日益强大的桑海帝国，但是葡萄牙决定严守中立。1545年，桑海军队洗劫了尼亚尼。马里帝国衰亡后，其领地成为桑海帝国的一部分。桑海帝国的范围包括今几内亚、布基纳法索、塞内加尔、马里、毛里塔尼亚、尼日尔和尼日利亚的部分地区。1591年摩洛哥人的入侵宣告了桑海帝国的终结。随着海上商路的兴起，穿越撒哈拉沙漠的商路逐渐衰败，此后的两个世纪里这一地区的战略重要性不断下降，并分裂成为许多小王国。1600年前后，实际控制领土大为缩水的马里帝国最终分裂为三个小国，在历史上消失。
法国殖民者来到此地後，在1880年成立了法屬蘇丹（一開始的名稱為「上河」Haut-Fleuve），後來在1895年并入了法属西非。1960年，包括今塞内加尔的马里联邦获得独立 ，但仅仅几周之后塞内加尔即宣告分离。

## 历代曼萨
马里帝国已知的曼萨有21位，可能仍有约二到三位皇帝仍然未知。他们的名字由格里奧（西非吟游诗人）及目前仍住在康加巴的凱塔王朝後裔所傳承下來。這些統治者和開國者的不同點不是在於開國者建立了國家，而是他們通过军事扩张將曼丁联邦轉變成了曼丁帝国。他们不以統治松迪亚塔統一的領土為滿足，他們又打敗及併入了富拉尼人、沃洛夫人、班巴拉人、桑海人、圖瓦雷克人等族的领土，最後形成一個巨大的帝國。
以下是部分馬里帝國的皇帝：
- 松迪亚塔 1230－1255
- 瓦利一世（英语：Uli I of Mali） 1255－1285
- 萨库拉（英语：Sakoura Mansa） 1285－1300
- 阿布贝克尔二世（英语：Abu Bakr II），1310－1311
- 曼萨·穆萨，1312－1337
- 马格汉一世（英语：Maghan I） 1337－1341
- 苏莱曼（英语：Suleyman (mansa)） 1341－1360
- 卡萨  1360－？
- 马里·贾塔二世（英语：Mari_Djata_II_of_Mali） ？－1374
- 穆萨二世（英语：Musa_II_of_Mali） 1374－1390
- 马格汉二世（英语：Maghan_II） 1390－1433

### 引用
1. 1 2 3  Taagepera, page 497
2. ↑  Hempstone, page 312
3. ↑  . BBC.   [2015-10-29]. （原始内容存档于2015-10-28）.
4. ↑  Imperato, Pascal James; Imperato, Gavin H. . Scarecrow Press. 2008-04-25: 201  [2017-06-08]. ISBN 9780810864023. （原始内容存档于2017-08-15） （英语）.
5. ↑  Blanchard, p. 1117.
6. ↑  Leslie M Alexander; Walter C. Rucker Jr. . ABC-CLIO. 9 February 2010: 109–. ISBN 978-1-85109-774-6.
7. ↑  . Translate.google.com.   [2009-09-16]. （原始内容存档于2012-06-19）.
8. ↑  O'Sullivan, John M., , International Journal of African Historical Studies, 1980, 13 (4): 633–650, JSTOR 218199
9. 1 2  Stride, G. T., & C. Ifeka: "Peoples and Empires of West Africa: West Africa in History 1000–1800". Nelson, 1971.
10. ↑  Foltz 1965，第98頁.
11. ↑  . 中華民國外交部領事事務局.   [2017-06-09]. （原始内容存档于2017-09-16） （中文）.